# Königsbrunn
Königsbrunn (pronunciación en alemán: /køːnɪksˈbʁʊn/ⓘ) es un municipio alemán, ubicado en el distrito de Augsburgo en la región administrativa de Suabia, en el Estado federado de Baviera. 
Es la mayor población del distrito y se encuentra en la orilla derecha del río Lech, a unos 10 km al sur de Augsburgo. 